# Jay Wright Forrester
Pour les articles homonymes, voir Forrester.
Jay Wright Forrester (né le 14 juillet 1918 à Climax[réf. nécessaire] (comté de Custer, Nebraska) et mort le 16 novembre 2016 à Concord (Massachusetts)) est un pionnier américain en informatique et un théoricien des systèmes.

## Biographie
Né dans une ferme près d’Anselmo au Nebraska, Jay Wright Forrester étudie l’électrotechnique au Massachusetts Institute of Technology où il effectuera toute sa carrière. Durant les années 1940 et au début des années 1950, il effectue des recherches en électrotechnique et dans l'application du calcul aux machines (pas encore l'informatique). Il est chef du projet Whirlwind et développe le Multi-coordinate digitally information storage device (coincident-current system), précurseur des mémoires vives actuelles. Il a réalisé, à la demande de l'amiral Bolster de l' Office of Naval Research, la première animation d’images de synthèse sur ordinateur : la représentation du mouvement d'une fusée Viking par des spots sur un oscilloscope.
En 1956, Jay Wright Forrester intègre la Sloan School of Management. En 1961, il publie un article à l'issue d'un projet de logistique commandité par la société General Electric, ses travaux étant connus par le terme d'effet Forrester.
En 1982, il reçoit le IEEE Computer Pioneer Award. En 2006, il entre dans l’Operational Research Hall of Fame, citation honorifique décernée par la fédération internationale des sociétés de recherche opérationnelle (IFORS).

## Travaux
Jay Wright Forrester est le fondateur de la « dynamique des systèmes » qui traite de la simulation des interactions entre une organisation, considérée comme étant un système auto-régulé, et son environnement. Industrial Dynamics est le premier livre que Forrester écrit pour analyser, à l’aide de la dynamique de systèmes, les cycles industriels. Plusieurs années après, les liens qu’il entretient avec l’ancien maire de Boston, John F. Collins (en) l'incitent à écrire Urban Dynamics, livre qui déclenche un débat toujours actuel sur la pertinence des modèles concernant la prise en compte de l’« humain » au sens large.
Les thèmes traités dans Urban Dynamics retiennent l’intérêt des urbanistes au niveau mondial ce qui amène Jay Wright Forrester à rencontrer un des membres fondateurs du Club de Rome. Plus tard, il dialogue avec le Club de Rome sur  les problèmes concernant les équilibres globaux et écrit World Dynamics. Le livre World Dynamics traite de la modélisation  des interactions complexes dans les sphères économique, démographique et environnementale, thèses qui, on le comprend, se heurtent à de nombreuses incompréhensions (voir également Meadows & Al. et Limits to Growth). Forrester a produit un grand nombre d’autres contributions à la dynamique des systèmes qu’il a promues jusqu’à aujourd’hui au travers d’actions de formation.
Jay W. Forrester est membre honoraire du Club de Rome.

## Ouvrages
- 1961. (en) Industrial dynamics, Waltham (Massachusetts), Pegasus Communications.
- 1968. (en) Principles of Systems, 2e éd., Pegasus Communications.
- 1969. (en) Urban Dynamics, Pegasus Communications.
- 1973. (en) World Dynamics, Pegasus Communications.
- 1975. (en) Collected Papers of Jay W. Forrester, Pegasus Communications.